# Streckentelefon

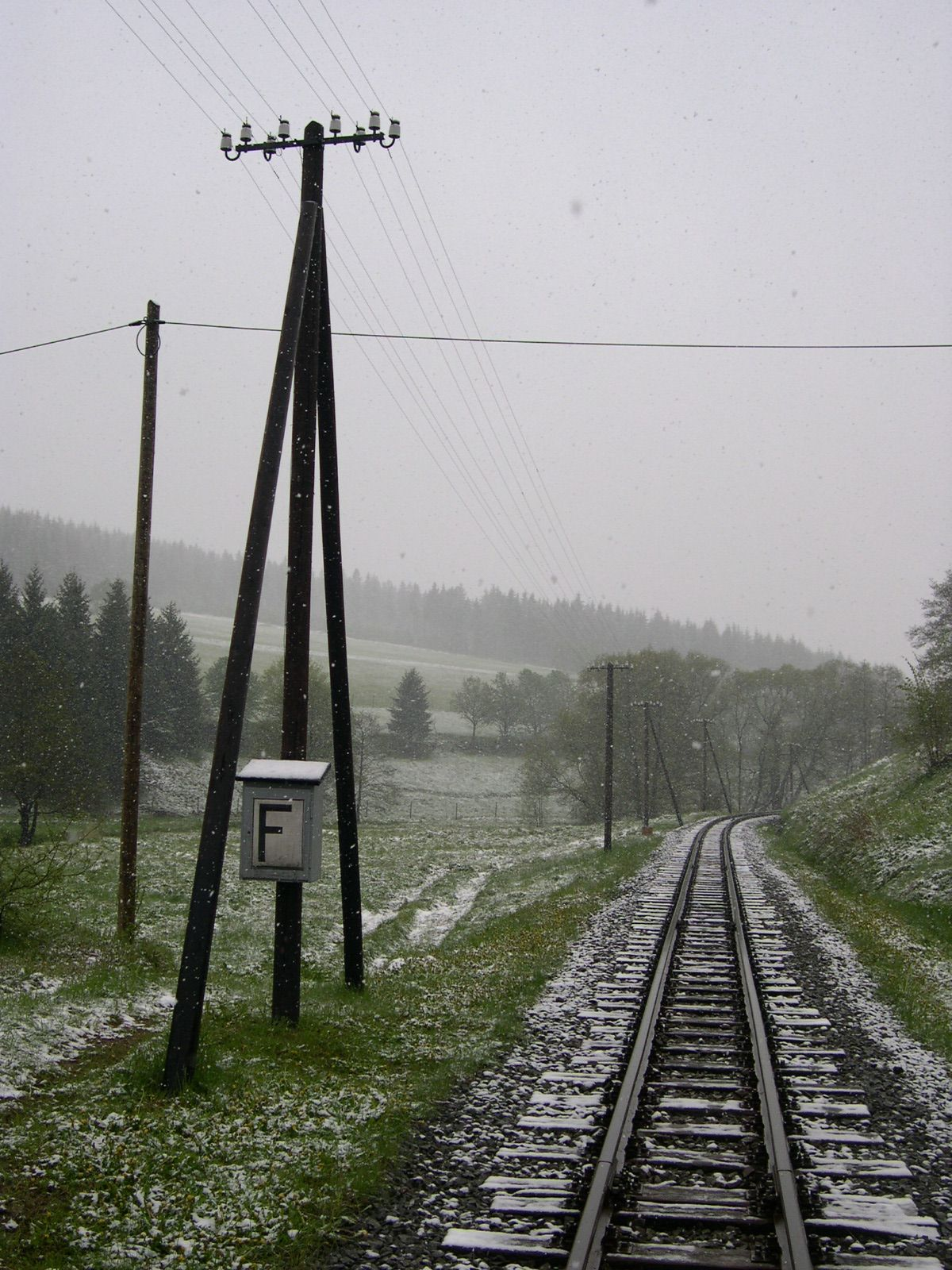
Kasten für Streckentelefon an einem Telegrafenmast mit Blankdrahtleitungen an der Preßnitztalbahn

Telefon für die Zugmeldung (1928)

Das Streckentelefon (auch: Streckenfernsprechverbindung) war eine Telefonanlage, die entlang von Bahnstrecken installiert war und der Kommunikation zwischen den Dienstposten entlang der Strecke sowie im Bedarfsfall zwischen Zugpersonal und Zugmeldestellen diente.

## Technik
In der Regel handelte es sich um eine Gemeinschaftsleitung, an die alle Zugmeldestellen, Schrankenwärter, Sprechstellen und Fernsprechschränke angeschlossen waren. Die Sprechstellen waren in Deutschland mit dem Großbuchstaben F („Fernsprecher“) gekennzeichnet.
Zugpersonal konnte die Anlage nur nutzen, wenn der Zug anhielt und die an der Strecke – insbesondere an nicht besetzten Blockstellen – stehenden stationären Telefonapparate nutzte. In einigen Fällen führte das Zugpersonal mobile Telefongeräte mit, die an die Telefon-Freileitung angeklemmt werden konnten, so in Hilfszug-Gerätewagen, in Packwagen von Nebenbahnen oder in Hofzügen.
Durch den in den 1970er Jahren begonnenen Ausbau des Zugfunks und ab den 1990er Jahren der flächendeckenden Einführung des Digitalen Zugfunks (GSM-R) wurde das Streckentelefon inzwischen im deutschen Eisenbahnnetz weitgehend ersetzt.

## Meldungen
Das Streckentelefon wurde für die dienstliche Kommunikation entlang von Bahnstrecken genutzt, insbesondere für den Zugmeldebetrieb, aber auch für andere Mitteilungen, sowie für Unfallmeldungen.